# Guvernul Gheorghe Argeșanu
Guvernul Gheorghe Argeșanu a fost un consiliu de miniștri care a guvernat România în perioada 21 - 28 septembrie 1939. A fost un guvern numit după asasinatul împotriva președintelui Consiliului de miniștri Armand Călinescu de către legionari. Acest guvern a fost în funcție doar șapte zile și realizarea cea mai vizibilă a fost răzbunarea brutală și sângeroasă asupra asasinilor legionari ai lui Călinescu. Aceștia au fost torturați și omorâți, iar cadavrele lor au fost lăsate la locul crimei lui Călinescu mai multe zile (ziarele publicând imaginile). Având în vedere că în acea perioadă puterea regelui Carol al II-lea era dictatorială, este foarte probabil că ordinul răzbunării era al regelui. Argeșeanu avea să fie executat de legionari în 26/27 noiembrie 1940, în cadrul Masacrului de la Jilava.

## Componența
- Președintele Consiliului de Miniștri

General Gheorghe Argeșanu (21 - 28 septembrie 1939)
- Ministru de interne

General Gabriel Marinescu (21 - 28 septembrie 1939)
- Ministrul de externe

Grigore Gafencu (21 - 28 septembrie 1939)
- Ministrul finanțelor

Mitiță Constantinescu (21 - 28 septembrie 1939)
- Ministrul justiției

Victor Iamandi (21 - 28 septembrie 1939)
- Ministrul apărării naționale

General Ion Ilcuș (21 - 28 septembrie 1939)
- Ministrul aerului și marinei

General Paul Teodorescu (21 - 28 septembrie 1939)
- Ministrul înzestrării armatei

Victor Slăvescu (21 - 28 septembrie 1939)
- Ministrul economiei naționale

Ion Bujoiu (21 - 28 septembrie 1939)
- Ministrul agriculturii și domeniilor

Nicolae Cornățeanu (21 - 28 septembrie 1939)
- Ministrul educației naționale

Petre Andrei (21 - 28 septembrie 1939)
- Ministrul cultelor și artelor

Nicolae Zigre (21 - 28 septembrie 1939)
- Ministrul muncii

Mihail Ralea (21 - 28 septembrie 1939)
- Ministrul sănătății și asistenței sociale

General dr. Nicolae Marinescu (21 - 28 septembrie 1939)
- Ministrul lucrărilor publice și comunicațiilor

Mihail Ghelmegeanu (21 - 28 septembrie 1939)
- Ministru de stat, pentru Minorități

Silviu Dragomir (21 - 28 septembrie 1939)

## Sursa
- Stelian Neagoe - "Istoria guvernelor României de la începuturi - 1859 până în zilele noastre - 1995" (Ed. Machiavelli, București, 1995)

| Precedat(ă) de: Guvernul Armand Călinescu | Guvernul Gheorghe Argeșanu 21 - 28 septembrie 1939 | Succedat(ă) de: Guvernul Constantin Argetoianu |